# Scabiosa lacerifolia
Scabiosa lacerifolia là một loài thực vật có hoa trong họ Kim ngân. Loài này được Hayata miêu tả khoa học đầu tiên năm 1906.